# Miserere (Allegri)
El Miserere —también llamado Miserere mei, Deus— es una composición creada por Gregorio Allegri (1582-1652) en el siglo XVII durante el pontificado del papa Urbano VIII (1568-1644).
Se trata de la musicalización del salmo 51, llamado Miserere, también conocido como el Salmo de David en el Antiguo Testamento.
Relata la visita al profeta Natán del rey David por haber cometido adulterio con Betsabé. Se compuso para ser cantada en la Capilla Sixtina dentro de la Basílica de San Pedro, miércoles y viernes durante los maitines de Semana Santa. Originalmente se interpretaba en latín.

## Historia
Allegri lo realizó hacia 1638. Está escrita para dos coros, uno de cuatro voces y otro de cinco. Uno de los coros canta una versión simple del tema original y el otro coro, a cierta distancia, canta un comentario más elaborado. Es uno de los mejores ejemplos del estilo polifónico del Renacimiento, llamado en el siglo XVII stile antico o prima prattica, y denota las influencias combinadas de la escuela romana (Palestrina) y veneciana (Andrea y Giovanni Gabrieli, el coro doble).
En un principio, se impuso una prohibición de ejecutar la obra fuera de la capilla Sixtina; incluso se amenazaba con la excomunión a quien la copiara, pese a lo cual se hicieron algunas copias. El emperador Leopoldo I de Austria solicitó y obtuvo una, que conservó en la Biblioteca Imperial de Viena. Sin embargo, cuando la hizo ejecutar pensó que había sido engañado. Entonces, el papa despidió al maestro de capilla de la época, quien tuvo que trasladarse a Viena para explicar las técnicas de ejecución y las improvisaciones —los llamados abbellimenti que nunca eran escritos, sino que eran pasados de intérprete a intérprete en el coro de la capilla— que según él no podían ser reflejados en el papel, a fin de poder ser contratado nuevamente. El padre Giovanni Battista Martini poseía otra copia.
Según la tradición, Mozart a la edad de 14 años, tras escuchar la obra tan solo una vez, la transcribió al papel de memoria, para luego hacerle correcciones menores en una segunda ocasión. Este hecho es ampliamente recordado como muestra del genio de Mozart y viene reflejado en una carta que escribió su padre, Leopold Mozart, a su esposa. El papa, al enterarse de lo sucedido, no solo no lo excomulgó sino que lo nombró caballero de la Orden de la Espuela de Oro. La copia de Mozart, que reflejaba las improvisaciones, no ha sido conservada. En 1771, el Dr. Charles Burney, después de un viaje a Italia, publicó en Londres una versión de la obra, basada posiblemente en la copia de Martini, la de Mozart y, quizás, una copia obtenida de la propia capilla Sixtina. No obstante, algunos autores como Ben Byram-Wigfield consideran que los detalles de esta leyenda son una invención del siglo XIX, basándose en el desconocimiento de la fecha en que Mozart estuvo en Roma y la música que escuchó, la ausencia de excomunión, el que pese a la prohibición se podían obtener copias con relativa facilidad, así como que ya se habían obtenido copias con anterioridad (la obra se había interpretado en Londres dos veces). Por ello bien pudo ocurrir que Mozart comprara una copia en vez de transcribir la pieza de memoria.

## Texto
El texto original fue escrito en latín; se acompaña su traducción:

Miserere mei, Deus: secundum magnam misericordiam tuam.

Et secundum multitudinem miserationum tuarum, dele iniquitatem meam.

Amplius lava me ab iniquitate mea: et a peccato meo munda me.

Quoniam iniquitatem meam ego cognosco: et peccatum meum contra me est semper.

Tibi soli peccavi, et malum coram te feci: ut justificeris in sermonibus tuis, et vincas cum judicaris.

Ecce enim in iniquitatibus conceptus sum: et in peccatis concepit me mater mea.

Ecce enim veritatem dilexisti: incerta et occulta sapientiae tuae manifestasti mihi.

Asperges me hysopo, et mundabor: lavabis me, et super nivem dealbabor.

Auditui meo dabis gaudium et laetitiam: et exsultabunt ossa humiliata.

Averte faciem tuam a peccatis meis: et omnes iniquitates meas dele.

Cor mundum crea in me, Deus: et spiritum rectum innova in visceribus meis.

Ne proiicias me a facie tua: et spiritum sanctum tuum ne auferas a me.

Redde mihi laetitiam salutaris tui: et spiritu principali confirma me.

Docebo iniquos vias tuas: et impii ad te convertentur.

Libera me de sanguinibus, Deus, Deus salutis meae: et exsultabit lingua mea justitiam tuam.

Domine, labia mea aperies: et os meum annuntiabit laudem tuam.

Quoniam si voluisses sacrificium, dedissem utique: holocaustis non delectaberis.

Sacrificium Deo spiritus contribulatus: cor contritum, et humiliatum, Deus, non despicies.

Benigne fac, Domine, in bona voluntate tua Sion: ut aedificentur muri Ierusalem.

Tunc acceptabis sacrificium justitiae, oblationes, et holocausta: tunc imponent super altare tuum vitulos.
Ten piedad de mí, oh Dios, conforme a tu misericordia: conforme a la multitud de tus piedades borra mis rebeliones.

Lávame más y más de mi maldad, y límpiame de mi pecado.

Porque yo reconozco mis rebeliones; y mi pecado está siempre delante de mí.

A ti, a ti solo he pecado, y he hecho lo malo delante de tus ojos: porque seas reconocido justo en tu palabra, y tenido por puro en tu juicio.

He aquí, en maldad he sido formado, y en pecado me concibió mi madre.

He aquí, tú amas la verdad en lo íntimo: y en lo secreto me has hecho comprender sabiduría.

Purifícame con hisopo, y estaré limpio: Lávame, y seré emblanquecido más que la nieve.

Hazme oír gozo y alegría; y se recrearán los huesos que has abatido.

Esconde tu rostro de mis pecados, y borra todas mis maldades.

Crea en mí, oh, Dios, un corazón limpio; y renueva un espíritu recto dentro de mí.

No me eches de delante de ti; y no quites de mí tu santo espíritu.

Vuélveme el gozo de tu salvación; y el espíritu libre me sustente.

Enseñaré a los prevaricadores tus caminos; y los pecadores se convertirán a ti.

Líbrame de homicidios, oh Dios, Dios de mi salud: cantará mi lengua tu justicia.

Señor, abre mis labios; y publicará mi boca tu alabanza.

Porque no quieres tú sacrificio, que yo daría; no quieres holocausto.

Los sacrificios de Dios son el espíritu quebrantado: al corazón contrito y humillado no despreciarás tú, oh Dios.

Haz bien con tu benevolencia a Sion: edifica los muros de Jerusalén.

Entonces te agradarán los sacrificios de justicia, el holocausto u ofrenda del todo quemada: entonces ofrecerán sobre tu altar becerros.